# Faunistik
Faunistik (von Fauna = Tierwelt, neulateinisch nach dem Feld- und Waldgott Faunus) ein Teilgebiet der Zoologie, hat die Erfassung der Tierarten in einem bestimmten geographischen Gebiet zum Ziel. Meistens werden nur bestimmte Taxa (Tiergruppen) erfasst. Ihre Daten sind die Grundlage der Arealkunde (Chorologie) und der Biogeographie. Faunistik ist von großer Bedeutung für Taxonomie und Ökologie, diese Wissenschaftszweige befruchten sich wechselseitig.
Der verwandte Begriff „Fauna“ umfasst die Gesamtheit der Tierwelt in einem abgrenzbaren Gebiet. Auch systematische Zusammenstellungen der in einem Gebiet vorkommenden Tierarten werden oft „Fauna“ genannt.

## Grundlagen
Faunistik ist eine deskriptive Wissenschaft. Letztes Ziel der Faunistik ist es, den Bestand aller Tierarten und möglichst auch der Unterarten in allen Teilgebieten der Welt zu erfassen. Jede faunistische Untersuchung entspricht einer Momentaufnahme. Um die Veränderungen der Faunenzusammensetzung zu dokumentieren, werden aktuelle faunistische Ergebnisse mit früheren Untersuchungen verglichen. Auch die Auswertung von Sammlungen kann Informationen zur historischen Veränderung der Faunenzusammensetzung von bestimmten Gebieten ergeben. Das mutmaßliche Aussterben von bestimmten Arten in einzelnen Gebieten kann ebenso erkannt werden wie neue Faunenelemente, inklusive Neozoen, dokumentiert werden.
Das Verbreitungsgebiet (oft auch Areal genannt) jeder Art ist ein wichtiger Teil zu seiner vollständigen Kenntnis und damit genuiner Gegenstand seiner Erforschung. Darum ist auch stets der Fundort des Typusexemplars oder der Typusserie, der „locus typicus“ ein wichtiger Teil jeder Beschreibung einer Art und in taxonomischen Arbeiten werden Fundorte der untersuchten Individuen aufgelistet.
Damit die Ergebnisse von faunistischen Untersuchungen überprüft werden können, wäre es aus Gründen der wissenschaftlichen Dokumentation und Beweissicherung erforderlich, dass geeignete Belegexemplare (in der Regel Sammlungsexemplare, auch DNA- oder Gewebeproben) hinterlegt werden. Leider ist das keineswegs immer üblich. Insbesondere bei Untersuchungen zur Verbreitung von Wirbeltieren und Vögeln ist es die Regel, dass eine sichere Beobachtung (teils durch Hören des Gesanges) eines Fachmannes als ausreichend erachtet wird. In einzelnen Fällen können auch Bilder von Tieren, ihre Spuren und ähnliches genügen, sofern dadurch die Art zweifelsfrei identifizierbar ist. Bei besonders interessanten Fundortmitteilungen wird eine Bestätigung von verschiedenen Zoologen angestrebt.
Aus Gründen der enormen Artenvielfalt und der dadurch notwendigen Spezialisierung sind die meisten faunistischen Untersuchungen auf eine Tiergruppe beschränkt – oft auf nur eine Gattung oder sogar nur auf eine Art. Außerdem sind sie oft auf ein kleinräumiges Areal beschränkt.

## Geschichte der Faunistik
Schon die Veröffentlichungen über Tiere im Altertum beinhalten faunistische Informationen, die Faunistik ist also genauso alt wie die Zoologie insgesamt. Die früheste „faunistische Publikation“ der Neuzeit scheint die Zusammenfassung der Wassertiere von Marseille von Pierre Gilles (=  Petrus Gyllius, 1490–1555) zu sein. Ein wichtiger Meilenstein war neben dem bekannten enzyklopädischen Werk „Historia animalium“ (1551–1558) von Conrad Gessner (1516–1565) unter anderem das Werk von Ulisse Aldrovandi (1522–1605), der auf der Grundlage umfangreicher Sammlungen die Fauna Italiens beschrieb; sieben Bücher behandeln die Insekten, drei die Vögel (teils posthum publiziert, 1599–1638). Das Werk De animalibus insectis libri septem (Bologna, 1602) war das erste Buch, das sich ausschließlich Insekten widmete. Ab dem 16. Jahrhundert wurden zunehmend Arbeiten mit umfangreicheren faunistischen Daten publiziert, wobei natürlich die Erfahrung, dass es in fremden Ländern bisher unbekannte Tiere gibt, eine wichtige Erkenntnis war, die sich in den Reisebeschreibungen niederschlug. So berichtete der Spanier de Enciso (1470–1528) im Jahre 1518 von Kolibris, einem Tapir und dem Neunbindengürteltier aus Südamerika. Etwas ausführlicher beschrieb Hans Staden 1557 einige auffällige Tierarten der Neuen Welt.
Das Wort „Fauna“ wurde wohl bei Carl von Linné in der Fauna Suecica 1746 zum ersten Mal publiziert, später wird der Begriff zunehmend üblich. In der Nachfolge Linnés wurde die Fauna einzelner Länder systematisch untersucht. Der Begriff „Faunistik“ scheint bei Adolf Horion (1888–1977) in seiner „Faunistik der mitteleuropäischen Käfer“ (1941) zum ersten Mal publiziert; Klausnitzer schreibt aber auch: „möglicherweise wurden beide Begriffe schon früher verwendet“.

## Arbeitsweise der Faunistik
Die Grundlage von faunistischen Untersuchungen sind Aufsammlungen von Tieren, oder systematische Beobachtungen. Die Belegexemplare müssen sachgerecht präpariert und etikettiert werden, mit Fundort, Datum, Sammelmethode und Sammler. Für die meisten faunistischen Untersuchungen ist eine gute wissenschaftliche Sammlung eine wesentliche Grundlage. Als Nächstes ist die Bestimmung der Arten nötig, dies ist oft der schwierigste Teil der Untersuchung. Dazu benötigt man neben Fachliteratur und den optischen Hilfsmitteln (Mikroskop, Binokular) häufig eine Vergleichssammlung und viel Erfahrung. In neuerer Zeit kommen vermehrt auch molekulare Verfahren zur Artbestimmung in Einsatz, z. B. DNA Barcoding (siehe auch weiter unten).
Trotz aller Schwierigkeiten sind faunistische Untersuchungen oft auch für sogenannte Fachamateure (Liebhaber, Sammler) möglich; an Universitäten wird Faunistik als Wissenschaft nur wenig gelehrt und manchmal gering geachtet. Die Sachkenntnis der Fachamateure ist jedoch in summa ein enormes Detailwissen, das sehr wertvoll ist.

## Bedeutung der Faunistik für den Naturschutz
Faunistische Untersuchungen haben große Bedeutung für Naturschutz und Ökologie. Sie sind nötig, um feststellen, ob eine Art in einem bestimmten Gebiet überhaupt vorkommt, ob sie gefährdet ist, ob sie besonders schützenswert ist und ob ggf. anhand ihrer Bestandsänderungen Rückschlüsse auf Veränderungen ökologischer Parameter gezogen werden können. Ein besonders wichtiges Kriterium bezüglich der Priorität im Naturschutz ist zum Beispiel, wenn eine Art im entsprechenden Gebiet endemisch ist. Arten, die durch EU-Recht geschützt sind (sog. „FFH-Arten“) müssen in ihrem Bestand beobachtet werden (sog. Monitoring). Darüber hinaus gibt es weltweite Bestrebungen Abundanz- und Arealänderungen insbesondere von gefährdeten Arten zu untersuchen, die z. B. durch die IUCN gefördert werden.

## Aktuelle Trends
Natürlich werden neue technische Entwicklungen dazu verwendet, die Verbreitung von Tieren zu dokumentieren. So bieten Fotofallen eine ausgezeichnete Möglichkeit, scheue Säugetiere zu dokumentieren oder Populationen zu überwachen. Durch die Verwendung von entsprechenden Computer Programmen wird es zunehmend möglich automatisierte Verfahren zu entwickeln, mit deren Hilfe Vögel, Frösche, oder Zikaden akustisch oder anhand von Bildern erkannt und protokolliert werden.
Ein anderer Trend, der auch in Zukunft zunehmend von Bedeutung sein dürfte, ist das Einbeziehen von freiwilligen Amateuren. Im angelsächsischen Sprachraum hat sich dafür der Begriff „citizen science“ (Bürgerwissenschaft) etabliert. Schon seit vielen Jahren werden Vogelvorkommen von sogenannten Birdwatchers koordiniert erhoben (siehe die verschiedenen Links bei „Vogelbeobachtung“). Das keineswegs wirklich neue Konzept der Bürgerwissenschaft wird von deutschen Organisationen unterstützt, in einer Webseite vorgestellt und betrifft zunehmend auch faunistische Projekte. Ein Beispiel ist der „Mückenatlas“, eine Erfassung der Verbreitung der Stechmücken in Deutschland mit Hilfe von engagierten Laien. Wie schon erwähnt ist das Engagement von Fachamateuren schon seit Langem eine vielfältige und wertvolle Unterstützung bei faunistischen Untersuchungen.
Die aktuellen Naturschutzgesetze gelten als Hindernis zur Durchführung von faunistischen Untersuchungen, da die Entnahme von Belegexemplaren aus der Natur oft nur nach einer Ausnahmegenehmigung erlaubt ist und das Anlegen von Vergleichssammlungen erschwert wird. Auch die dadurch schwierige Förderung des faunistisch interessierten Nachwuchses wird verschiedentlich beklagt.
Eine wichtige neue Methodik, die unter anderem von großer Bedeutung für Faunistik, Taxonomie und Ökologie ist, ist die Verwendung von DNA-Barcodes zur Bestimmung von Tieren. Durch den Vergleich der DNA-Barcodes wird die Identifizierung von Tierarten erleichtert und in bestimmten Fällen – z. B. bei Larvenformen, die morphologisch nicht zur Art bestimmt werden können – erst ermöglicht. Im Rahmen verschiedener Projekte (in Deutschland BFB und GBOL international IBOL), wurden in den letzten Jahren viele Tierarten gezielt gesammelt und dadurch viele interessante faunistische Daten gewonnen. Die neuen Methoden erlauben es auch zunehmend, dass neue Fragestellungen untersucht werden. Zum Beispiel werden durch die DNA-Barcode-Untersuchungen verschiedene taxonomische Problemfälle neu beleuchtet (z. B.) und verschiedene Tierarten konnten für bestimmte Gebiete neu nachgewiesen werden (z. B. Neunachweis für Andrena ampla in Deutschland).